# Kastanienrücken-Zaunkönig
Der Kastanienrücken-Zaunkönig (Pheugopedius euophrys) oder Fraser-Zaunkönig ist eine Vogelart aus der Familie der Zaunkönige (Troglodytidae), die in Kolumbien, Ecuador und Peru verbreitet ist. Der Bestand wird von der IUCN als nicht gefährdet (Least Concern) eingeschätzt.

## Merkmale
Der Kastanienrücken-Zaunkönig erreicht eine Körperlänge von etwa 16,0 bis 16,5 cm bei einem Gewicht von ca. 26,0 bis 32,0 g. Er hat einen grauweißen Überaugenstreif und matt schwarzen Augenstreif. Der Oberkopf ist bräunlich grau, der Nacken hellbraun, was im mittleren Rückenbereich und dem Bürzel ins Kastanienfarbene übergeht. Die Schultern und Oberflügeldecken sind kastanienbraun. Die verborgenen Innenfahnen der Handschwingen und Armschwingen sind schwärzlich braun, die Außenfahnen rötlich braun. Die Steuerfedern sind durchgehend rotbraun. Die Kehle ist matt weißlich mit schwarzem Wangenstrich. Die obere Brust ist grau und matt schwarz gesprenkelt, die untere ohne Markierungen graubraun. Die Flanken, der Unterbauch und der Oberschenkelbereich sind warm braun. Die Iris ist hellbraun bis kastanienbraun, der Oberschnabel dunkelgrau bis schwarz, der Unterschnabel bläulich grau. Die Beine sind bläulich grau bis graubraun. Beide Geschlechter ähneln sich. Jungtiere haben einen olivgrau getönten Oberkopf, die Kehle ist rötlich ohne schwarze Flecken oder Grautönung. Die Unterseite ist matt weiß.

## Verhalten und Ernährung
Nur wenige Informationen zur Ernährung des Kastanienrücken-Zaunkönigs sind bekannt. Er ernährt sich vorzugsweise von Wirbellosen wie Käfer und Raupen. Sein Futter sucht in den relativ niederen Straten, meist unter 1,5 Meter über dem Boden. Dabei ist er in Paaren oder in Gruppen, die vermutlich zur Familie gehören, unterwegs. Mitunter mischt er sich unter Gruppen anderer Arten. Er pickt Insekten von der Unterseite der Blätter herunter.

## Lautäußerungen
Der Gesang des Kastanienrücken-Zaunkönigs ist eine laut anhaltende Serie aus unterschiedlichen Phrasen aus gurgelnden, glucksenden Pfiffen, die er viele Male wiederholt. Regelmäßig werden diese von beiden Geschlechtern antiphonisch von sich gegeben. Zur Kontaktaufnahme gibt er laute tschoo-tschip, tschoo-tschip-tschip-Laute von sich, die eher ungewöhnlich für Zaunkönige sind. Außerdem gibt er ein keuchendes tswi von sich.

## Fortpflanzung
Die Brutsaison des Kastanienrücken-Zaunkönigs ist entweder langwierig oder variiert örtlich sehr. In Ecuador wurden Jungtiere im Nordwesten im Juli und im Nordosten im November und Januar beobachtet. Nestlinge wurden im Südosten im November entdeckt. Das Nest wurde noch nicht detailliert beschrieben, doch zwei im Südosten Ecuadors entdeckte hatten eine kugelförmige Struktur mit Seiteneingang. Der größte Teil war aus Bambusbestandteilen gebaut und in 2,5 Meter über dem Boden in einem Bambusflecken angebracht. Eines enthielt früh im November Nestlinge, das andere war im späten November im Bau. Die Eier wurden nicht beschrieben. Ein Nest enthielt drei Küken.

## Verbreitung und Lebensraum

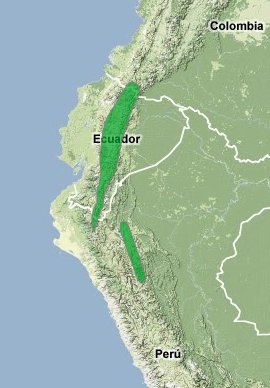
Verbreitungsgebiet des Kastanienrücken-Zaunkönigs

Der Kastanienrücken-Zaunkönig bevorzugt dichtes Berggestrüpp und speziell das Dickicht von Bambus der Gattung Chusquea. Er bewegt sich in Höhenlagen von 1850 bis 3500 Metern, meist aber über 2000 Meter.

## Migration
Es wird vermutet, dass der Kastanienrücken-Zaunkönig ein Standvogel ist.

## Unterarten
Es sind vier Unterarten bekannt.
- Pheugopedius euophrys euophrys (Sclater, PL, 1860)[3] kommt im Südwesten Kolumbiens und dem Westen Ecuadors vor.
- Pheugopedius euophrys longipes (Allen, JA, 1889)[4] ist im östlichen zentralen Ecuador verbreitet. Die Unterart hat weniger dunkle Markierungen an der Brust, die Unterseite ist mehr grau und es gibt weniger weiß an der Kehle.[1]
- Pheugopedius euophrys atriceps Chapman, 1924[5] kommt im Nordwesten Perus vor. Die Subspezies hat einen schwärzlichen Oberkopf und noch weniger Sprenkel auf der Unterseite wie P. e. longipes.[1]
- Pheugopedius euophrys schulenbergi (Parker, TA & O'Neill, 1985)[6] ist im Norden Perus verbreitet. Die Unterart unterscheidet sich von P. e. atriceps durch den graueren Oberkopf, Nacken, Überaugenstreif, Kehle und hintere Unterseite. Die Oberseite ist hellbraun und nicht rötlich braun. Dazu ist sie etwas größer.[1]

Das Handbook of the Birds of the World sieht im Graubrauen-Zaunkönig (Pheugopedius schulenbergi) eine eigenständige Art.

## Etymologie und Forschungsgeschichte
Die Erstbeschreibung des Kastanienrücken-Zaunkönigs erfolgte 1860 durch Philip Lutley Sclater unter dem wissenschaftlichen Namen Thryothorus euophrys. Das Typusexemplar wurde von Louis Fraser bei Lloa gesammelt. Bereits 1851 führte Jean Louis Cabanis die für die Wissenschaft neue Gattung Pheugopedius ein. Dieser Name leitet sich von »pheugō φευγω« für »meiden, fliehen« und »pedion, pedon πεδιον, πεδον« für »offenes Land, Boden« ab. Der Artname »euophrys« leitet »euophrys, euophryos ευοφρυς, ευοφρυος« für »fein brauig, mit feinen Brauen« ab. Es setzt sich aus »eu ευ« für »fein« und »ophrys, ophryos οφρυς, οφρυος« für »Augenbraue, Braue« zusammen. »Longipes« ist ein lateinisches Wortgebilde aus »longus« für »lang« und »pes, pedis« für »Fuss«, »atriceps« aus »ater« für »schwarz« und »-ceps, caput, capitis« für »-köpfig, Kopf«. »Schulenbergi« ist eine Widmung für Thomas Scott Schulenberg.